# Færøernes Universitet
Færøernes Universitet (færøsk: Fróðskaparsetur Føroya, "Færøernes videnskabssæde") i Thorshavn blev grundlagt den 20. maj 1965 som Academia Færoensis og fik officiel universitetsstatus i 1990.
62°00′26″N 6°46′48″V / 62.00722°N 6.78000°V
I dag har universitetet ca 1000 studerende og fem fakulteter (megindeildir): 
- Fakultet for færøsk sprog og literatur ("Føroyamálsdeildin")
- Fakultet for uddannelse ("Námsvísindadeildin")
- Fakultet for naturvidenskab og teknologi ("Náttúruvísindadeildin")
- Fakultet for historie og samfundsvidenskab ("Søgu og Samfelagsdeildin")
- Fakultet for sundhedsvidenskab ("Deildin fyri heilsu- og sjúkrarøktarvísindi")

Endvidere havde universitetet oprindelig en teologisk afdeling, men denne er nu nedlagt.
Universitetets historie går tilbage til Færøernes Videnskabelige Selskab (Føroya Fróðskaparfelag), som blev grundlagt i 1952. Selskabet havde som hovedformål at skabe et sted for videnskab og forskning på Færøerne. Ved universitetets begyndelse var der kun én professor: Christian Matras, der forinden havde været docent ved Københavns Universitet.
Ved siden af årskurser for studerende i færøsk og naturhistorie arrangerede universitetet offentlige forelæsninger og aftenkursus i færøsk. Færøernes Universitet begyndte også at beskæftige sig med den færøske folklore og kulturarv.
Universitetet udbyder uddannelse på bachelor-, kandidat- og (siden 1996) ph.d.-niveau.
I 2020 udbyder universitetet 11 bacheloruddannelser, fem masteruddannelser og tre bifag.

## Professorer
- Christian Matras fra 1965, sprog og litteratur
- Mortan Nolsøe, fra 1986, folklore
- Jóhan Hendrik Winther Poulsen, fra 1986, nordistik, især færøsk sprog
- Hans Jacob Debes, fra 1989, historievidenskaberne
- Jóan Pauli Joensen, fra 1989, civilisationshistorie og socialantropologi
- Magnus Danielsen, fra 1991, elektroteknik
- Arne Nørrevang, fra 1995, biologi
- Eyðun Andreassen, fra 1996, folklore
- Dorete Bloch, fra 2002, zoologi
- Morten Sparre Andersen fra 2001, geofysik
- Malan Marnersdóttir fra 2004, litteraturvidenskab
- Robert James Brown fra 2004, geofysik
- Bogi Hansen fra 2006, oceanografi
- Turið Sigurðardóttir fra 2008, sprog og litteratur
- Kári á Rógvi fra 2014 til 2015, jura
- Jógvan í Lon Jacobsen 2016, sprog
- Gunnar Restorff 2016, matematik
- Toke Meier Carlsen, matematik
- Hans Andrias Sølvará 2019, historie
- Magni Mohr 2019, arbejds- og idrætsfysiologi
- Firouz Gaini 2019, antropologi
- Bjørn Kunoy 2019, international lov